# Arta romană
Arta romană este arta dezvoltată pe teritoriul Imperiului Roman. Este o expresie a societății romane, a puterii statului, având ca scop principal propaganda în favoarea politicii oficiale a statului roman. De asemenea, arta exprimă și pasiunea romanilor pentru ornament, gustul lor pentru fastuos, dorința de a-și înfrumuseța locuințele, palatele, templele și locurile publice.

## Caracteristici generale
La început, arta romană este dominată de influențe etrusce și grecești (încât unii o consideră chiar o copie a acestor arte), ca apoi să devină o artă originală, cu trăsături specifice, care a supraviețuit de-a lungul istoriei, exercitând influențe asupra perioadelor ulterioare având un caracter statal, este o artă unitară, bazată pe talentul organizatoric, spiritul utilitar și simțul practic al romanilor.De la Roma pornesc principiile, soluțiile, noutățile, pentru a se extinde apoi în toate provinciile.

Colosseum

## Arhitectura
Romanii au adoptat multe elemente arhitectonice de la greci transformându-le pentru scopurile lor. Viziunea lor asupra spațiilor era, totuși foarte diferită față de cea a Greciei și formele arhitectonice reflectă perfect acest concept. Diferența principală este de tip politico-social: statul grec era format dintr-o multitudine de orașe-stat, deseori în război între ele; romanii, în schimb, cucereau teritoriile și le asimilau, din acest motiv aveau nevoie de mai multe construcții publice și de control (ca de exemplu străzile romane sau apeductele).

### Influența etruscă și greacă
De la etrusci, romanii au preluat:
- unele principii urbanistice care stau la baza înființării și organizării orașelor (folosirea unor planuri regulate, cu străzi drepte și trotuare pentru circulație, porți monumentale de acces, sisteme de canalizare);
- existența camerei centrale (atrium) în planul caselor particulare;
- modul de construcție al templelor de cult (podium din piatră foarte înalt, amplasarea coloanelor);
- utilizarea arcului, sisteme de boltire.

De la greci au preluat:
- conceptul de piață publică (agora, care devine forum) ca centru al orașului;
- ordinele arhitectonice (doric, ionic și corintic);
- modul de construcție al templelor de cult;
- structura și componența teatrelor;
- construcția trofeelor ca monumente comemorative;
- utilizarea picturii, a mozaicului pentru decorarea caselor sau palatelor.

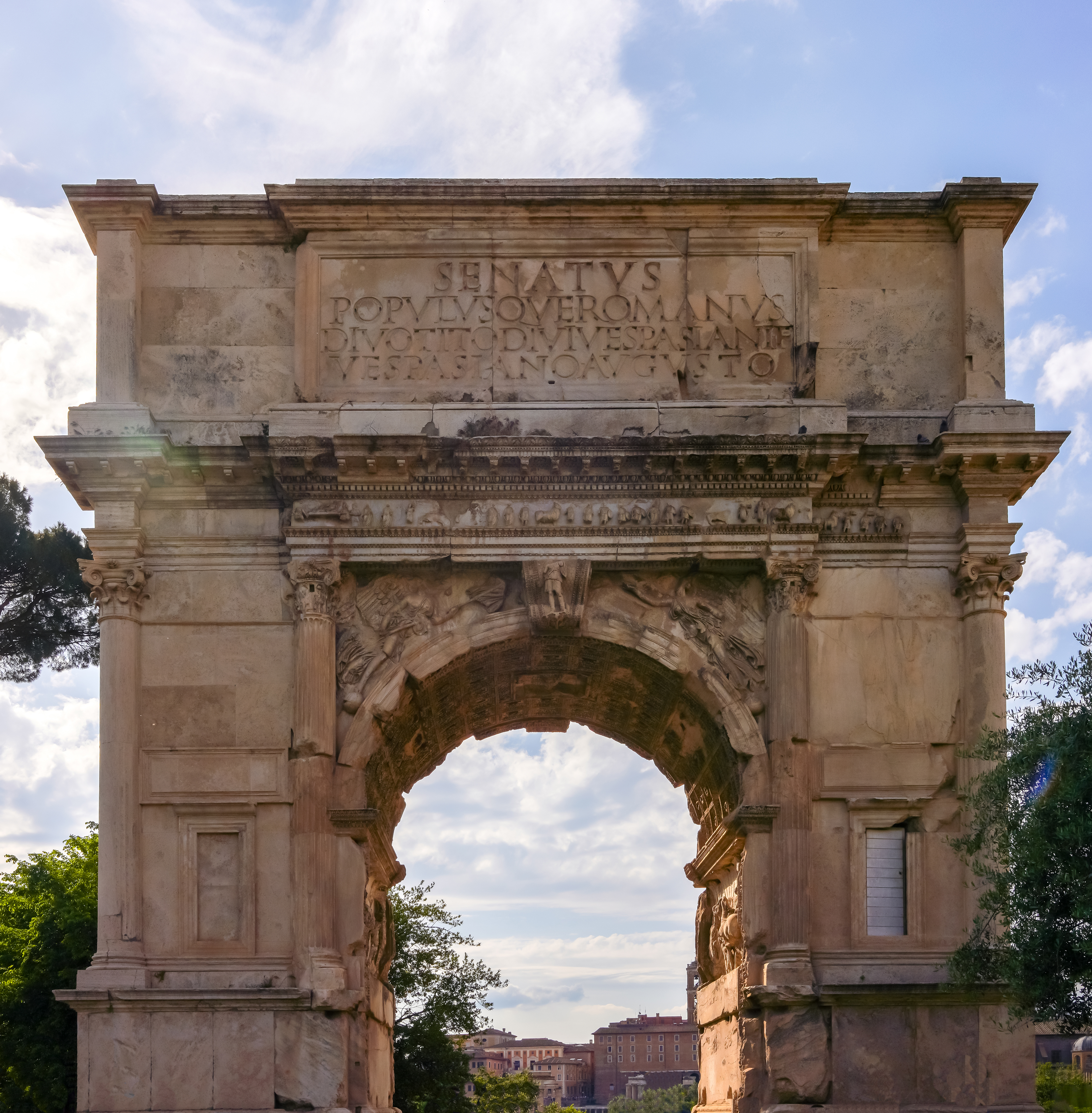
Arcul de triumf al lui Titus

### Tehnici constructive

#### Resurse umane
- arhitecți: proiectarea construcției;
- ingineri: specialiști în betoane, fundații, hidroconstrucții, sisteme de încălzire;
- dulgheri: realizau schelele sau părțile lemnoase ale construcțiilor;
- pietrari: tăierea marmurei sau a pietrei;
- zidari: ridicarea zidurilor din cărămidă;
- țiglari: acoperișuri, bolți;
- stucatori: realizarea decorațiilor în stuc aplicate pe pereți, tavane, bolți;
- instalatori: canalizări, conducte de apă;
- decoratori: mozaicuri, fresce.

#### Materiale
- lemnul: grinzi, planșee, șarpante, susținere copertine la amfiteatre;
- piatră: fortificații, apeducte, poduri, arcuri, pilaștri;
- marmură: placare pereți;
- cărămidă: zidărie brută (ce ulterior va fi placată la interior și exterior);
- betonul: material a cărui utilizare a marcat o revoluție în tehnica construcțiilor deoarece asigură realizarea unor construcții mai solide și mai puțin costisitoare.

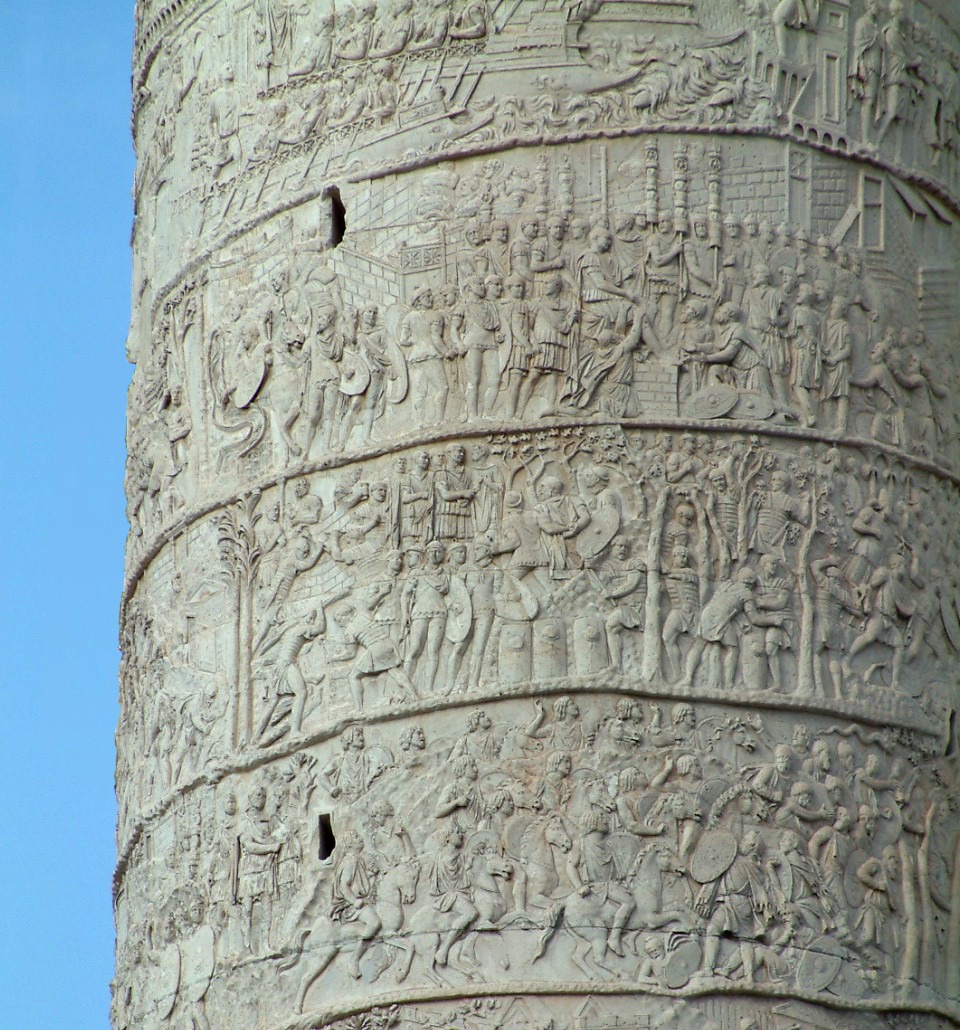
Relief pe Columna lui Traian

## Sculptura
Sculptura romană s-a dezvoltat în toată zona de influență a Imperului Roman, având în centrul său metropola, între secolele VI î.Hr. și V după Hr. În origine a derivat de la sculptura greacă, în principal prin mediația etruscă  și apoi direct prin contactul cu coloniile din Magna Grecia și cu Grecia însăși în perioada elenistică. Roma are oricum propria ei artă și școală autohtonă și independentă.

### Portretul
Acest gen de sculptură își are originea în venerarea strămoșilor reprezentați sub forma de măști mortuare.Portretele sunt realiste reproducând trăsăturile fizice și morale ale personajului reprezentat.

### Statuia
Erau reprezentați mai ales împărații, având prezente simbolurile autorității și puterii:
- statui în armură: Augustus, Traian;

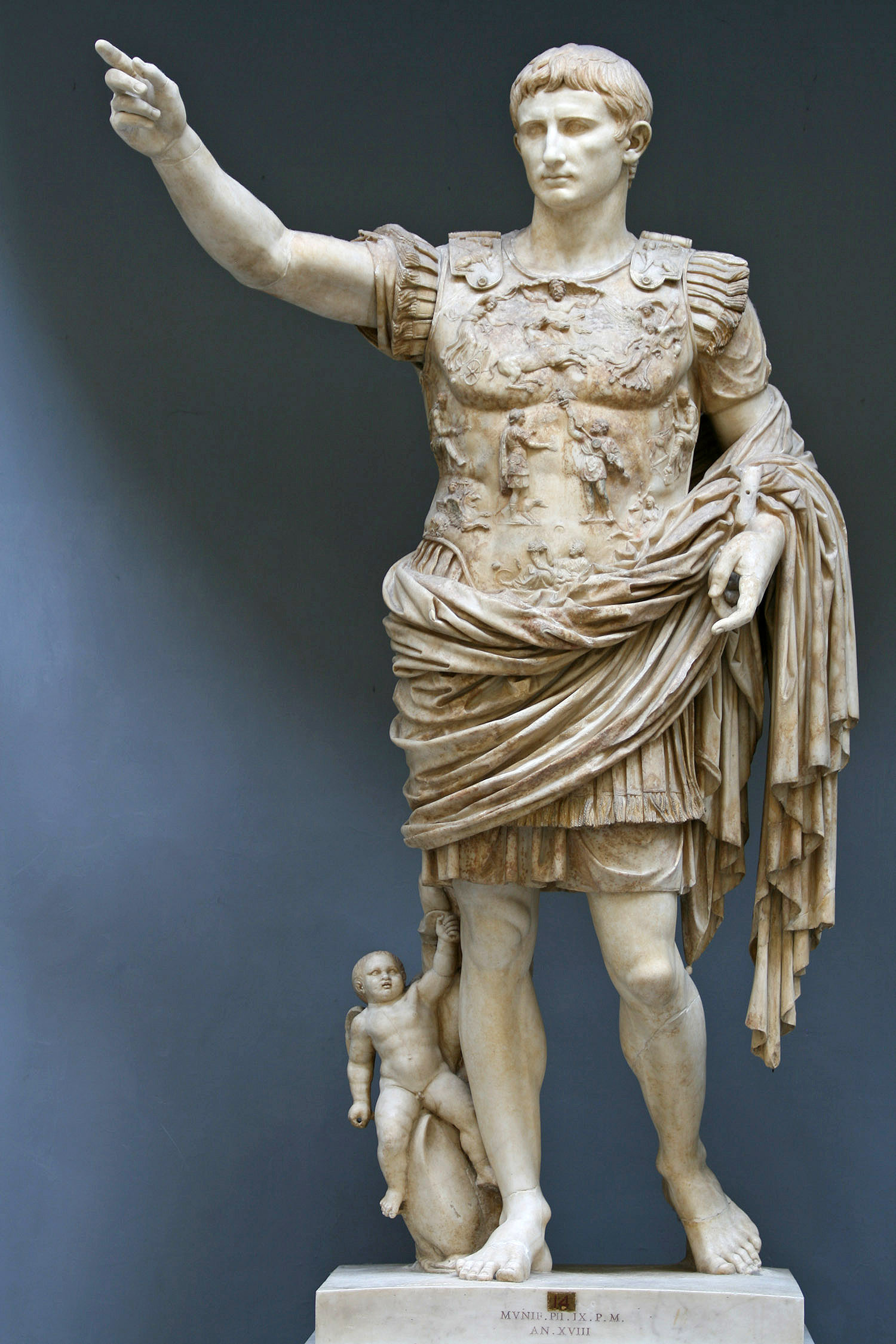

- statui ecvestre: Marc Aureliu, Domițian.

### Relief istoric
Această formă de sculptură decorează columnele, altarele, arcurile de triumf și alte construcții.Constituie atât un mijloc de propagandă, dar și un veritabil document istoric și aceasta datorită bogăției detaliilor.Astfel de ornamente cu relief istorc întâlnim pe Columna lui Traian, pe Arcul de triumf al lui Titus, pe Columna lui Aurelian etc.

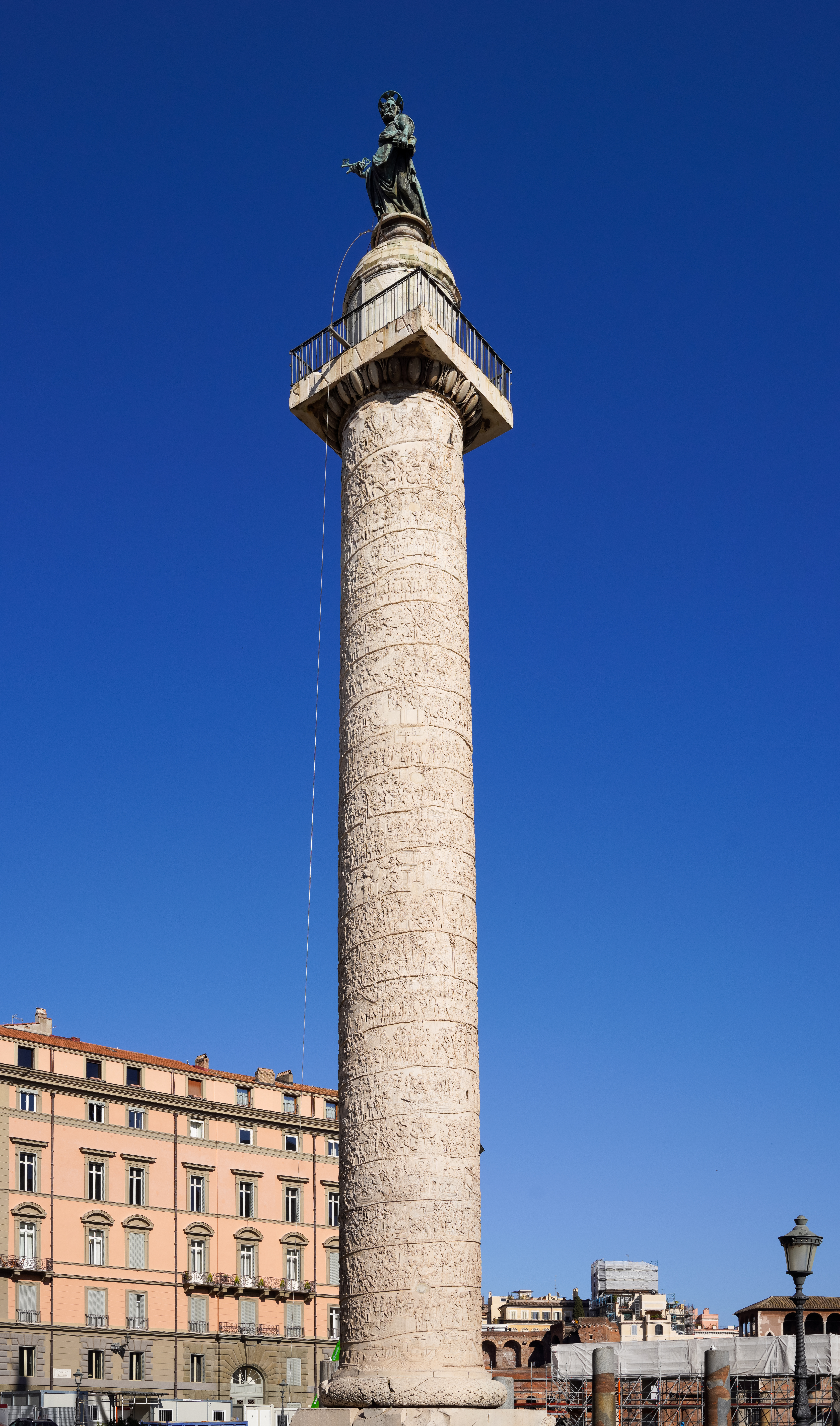

## Mozaicul și pictura
Pictura romană este una dintre școlile picturale ce s-a moștenit cel mai bine dintre picturile antice. Romanii au asimilat în mare parte pictura greacă, imitându-i modele, tehnicile și creând nenumărate copii ce, asemănător cu sculptura, au ajutat la cunoașterea, în mod aproximativ, a operelor originale pierdute. 
fresca, în care culoarea aplicată pe tencuiala proaspătă se întărește ca piatra, prin uscare;  
pictura grecească, realizată pe mai multe straturi de tencuială uscată, dar care se umezește în timpul aplicării. Personajele sunt aplicate pe un fond de o singură culoare sau pe benzi paralele. Anumite forme (cutele veșmintelor, trăsăturile feței, părți ale corpului omenesc) sunt desenate după niște formule de execuție specifice și, din acest motiv, toate personajele par a fi gemene.Acestea sunt utilizate pentru decorarea palatelor și a templelor.Temele pot fi: subiecte mitologice sau din viața cotidiană, personaje imperiale sau militare, naturi moarte, peisaje sau motive ornamentale geometrice, florale, figurative etc.Măiestria artei picturii și a mozaicului este dovedită și de reușita creării iluziei realității . 
Exemplificări:
- pictura: Casa Misterelor, vila împărătesei Livia Augusta, Prima Porta, Roma, Vila lui Hadrian de la Tivoli;
- mozaic: mozaicul pavimentar din Ostia, Roma; casa de aur a lui Nero de lângă Colosseum, Roma; Casa Faunului; Casa Venerei Pompei.